# Mary Francis Hill Coley
 (janvier 2024).
Si vous disposez d'ouvrages ou d'articles de référence ou si vous connaissez des sites web de qualité traitant du thème abordé ici, merci de compléter l'article en donnant les références utiles à sa vérifiabilité et en les liant à la section « Notes et références ».
Mary Francis Hill Coley (15 août 1900 – mars 1966) est une sage-femme laïque américaine qui dirige une entreprise prospère offrant une gamme de services de naissance et qui joue dans un film documentaire très apprécié utilisé pour former les sages-femmes et les médecins. Sa compétence projette une image des sages-femmes noires comme le visage d'une profession médicale internationalement estimée, tout en travaillant dans le contexte d'une profonde inégalité sociale et économique dans les soins de santé fournis aux Afro-Américains. Sa vie et son travail existent dans le contexte des sages-femmes traditionnelles du Sud qui servaient les femmes enceintes en dehors des hôpitaux.

## Biographie
Coley est née Mary Francis Hill dans le comté de Baker, en Géorgie. Elle est la benjamine de quatre enfants, la seule jumelle survivante à la naissance. Élevée par des proches après le décès de ses parents, elle ne reçoivent quasiment aucune éducation formelle, abandonnant l'école après la troisième année pour se tourner vers une formation pratique et un apprentissage.
En 1930, elle épouse Ashley Coley, un charpentier, et déménage avec lui à Albany, en Géorgie. Il finit par abandonner la famille, laissant derrière lui dix enfants, ce qui la pousse à se tourner vers la profession de soins infirmiers et d'obstétrique sous la tutelle d'Onnie Lee Logan. Coley est un type spécifique de sage-femme laïque, souvent appelée "grand-mère sage-femme", une personne qui se sentait spirituellement appelée à cette profession et qui apprenait le métier auprès d'une sage-femme plus âgée. Elle développe une pratique très active, desservant plus de la moitié des familles de sa région et facturant le double des honoraires des autres sages-femmes (30 dollars). Son entreprise lui fournit une maison, une voiture, un téléphone, un assistant et un surplus de fournitures pour faire face aux urgences. Elle est consciente que de nombreuses familles devaient économiser pour ses services et connait la capacité de chacune à payer plus ou moins. Elle accepte également le paiement en nature dans certaines circonstances.

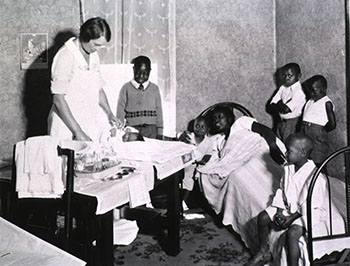
Les visites à domicile d'infirmières comme celle-ci constituaient un service essentiel financé par le programme de maternité et d'enfance du Bureau de l'enfance, 1921-1929. (Bibliothèque nationale de médecine)

Coley exerce en tant que sage-femme durant une période marquée par une surveillance et réglementation accrues, notamment avec le Sheppard-Towner Act de 1921 visant à promouvoir le bien-être et l'hygiène maternels et infantiles, ainsi qu'à une époque où les investissements publics se portent davantage vers l'expansion des hôpitaux et des soins obstétricaux, comme le démontre la loi Hill-Burton de 1946, plutôt que vers le modèle de soins à domicile pratiqué par les sages-femmes. Malgré le fait que la surveillance accrue ait réduit de moitié le nombre de sages-femmes entre 1930 et 1950, passant de 3 000 à 1 322, Coley continue à offrir une vaste gamme de services d'accouchement et de soins familiaux à travers la Géorgie pendant plus de trois décennies. En tant qu'Afro-Américaine, elle milite pour la santé de la population noire de Géorgie et est reconnue pour sa volonté de travailler avec les femmes de toutes races, en une époque de ségrégation raciale. On estime qu'elle a mis au monde plus de 3 000 bébés au cours de sa carrière, offrant également des services supplémentaires tels que l'aide en cuisine, le ménage, la garde d'enfants, le blanchissage, ainsi que l'assistance aux nouveaux parents pour remplir des formulaires officiels et des actes de naissance. Ses patients la surnommaient affectueusement « Miss Mary ».
Coley est présidente des femmes auxiliaires de l'Église du Royaume de Dieu et enseigne également à l'école du dimanche. Elle est décédée à Albany en mars 1966.

## Le recours aux sages-femmes
À partir des années 1920, les sages-femmes sont responsables de près de la moitié des accouchements aux États-Unis. La loi Sheppard-Towner, mise en œuvre par le Bureau de l'enfance le 23 novembre 1921, est introduite face à des taux élevés de mortalité infantile. Cette loi réglemente l'hygiène et les soins infantiles et met un accent particulier sur la certification des sages-femmes, exigeant qu'elles soient supervisées et formées par des infirmières. Cependant, en 1929, la loi Sheppard-Towner est abrogée, et l'utilisation des sages-femmes chute à environ 10 % des naissances aux États-Unis, bien que plus de la moitié des femmes faisant appel à des sages-femmes sont afro-américaines. Les sages-femmes noires sont particulièrement critiquées pour leur prétendu manque de propreté et de formation. Malgré les stéréotypes et les préjugés, beaucoup suivent des cours et sont formées aux protocoles nécessaires pour assurer un environnement d'accouchement sûr.
La loi Hill-Burton, introduite en 1946, marque une étape supplémentaire en finançant la construction d'hôpitaux dans les zones où les sages-femmes sont traditionnellement plus sollicitées. Ce changement encourage de nombreuses femmes enceintes à opter pour l'accouchement en milieu hospitalier plutôt que les méthodes traditionnelles à domicile. En conséquence, le recours aux hôpitaux pour les accouchements grimpe de 27 % à 96 % en 1960, marquant une transition significative dans les pratiques d'accouchement aux États-Unis.

## All My Babies
En 1952, le documentariste et réalisateur George C. Stoney est engagé par le Département de la Santé de Géorgie pour créer un film éducatif destiné aux sages-femmes en formation. Après avoir interrogé plus de 20 sages-femmes géorgiennes à l'aide d'un processus de sélection rigoureux, Stoney et le Dr Mason, un médecin noir local, choisissent Coley pour figurer dans le film. Stoney est initialement réticent à sélectionner Coley, craignant que son image à l'écran ne renforce les stéréotypes négatifs des femmes noires, comme l'avaient fait des rôles tels que celui de Hattie McDaniel dans Autant en emporte le vent. Cependant, la réputation de Coley en tant que praticienne exemplaire de méthodes cliniques hygiéniques, susceptibles d'être présentées comme un modèle à l'échelle internationale, emporte finalement sa décision.
Dans le documentaire, Coley dmontre plusieurs niveaux de crédibilité: en tant que mère, leader spirituel et professionnelle de la santé scientifique. Sa performance sert non seulement de matériel de formation pour les sages-femmes mais contribue également à remodeler l'image des sages-femmes afro-américaines à une époque de ségrégation et de stéréotypes raciaux.
Pendant quatre mois, George C. Stoney suit Mary Francis Hill Coley dans ses visites et accouchements auprès des femmes de la région d'Albany, documentant son travail quotidien. Coley joue un rôle actif dans le développement du film, non seulement en jouant devant la caméra mais aussi en contribuant au scénario. Ses fils et trois petits-enfants participent également en interprétant des rôles dans le film.
Le tournage met l'accent sur les expériences de deux femmes, Ida et Marybelle, montrant des scénarios à la fois idéaux et difficiles, notamment une scène de naissance réelle. Stoney capture non seulement Coley en action, mais aussi ses interactions avec les patients et d'autres professionnels de la santé, ainsi que leur environnement. Il est particulièrement impressionné par l'expertise, l'ingéniosité et les normes élevées de propreté que Coley maintient dans son travail, ainsi que par l'influence significative qu'elle exerce sur ses patients et leurs familles, témoignant de son rôle crucial et respecté dans la communauté.
Le film résultant, All My Babies: A Midwife's Own Story, retrace le parcours de Coley à travers la naissance de deux bébés. Dans l'un des accouchements documentés, le médecin confirme les suspicions de prééclampsie de Coley, et la patiente opte pour un accouchement supervisé par le médecin. Une autre scène poignante montre le décès d'un nouveau-né à la suite des erreurs commises par une sage-femme, illustrant ainsi les limites de cette pratique.
Ces deux cas très différents mais réalistes exposent à la fois la compétence et les limitations des sages-femmes. All My Babies a un impact considérable sur l'éducation des sages-femmes et la formation médicale. Les étudiants en médecine sont encouragés à regarder le film pour s'immerger dans l'expérience réelle de l'accouchement et pour comprendre les diverses méthodes de soins. En montrant les médecins travaillant aux côtés de sages-femmes et d'autres professionnels qualifiés, le film offre une perspective précieuse sur les différentes approches des soins de maternité.
"All My Babies" est largement utilisé pour la formation de sages-femmes, s'étendant de la Géorgie à d'autres parties du sud des États-Unis et, éventuellement, au reste du monde grâce à l'UNESCO et à l'Organisation mondiale de la santé. Le film est largement salué en tant que documentaire, recevant en 1953 un prix spécial Robert J. Flaherty, une récompense dédiée aux films documentaires.
En 2002, sa valeur culturelle et historique est reconnue lorsque la Bibliothèque du Congrès le sélectionne pour la conservation dans le National Film Registry, le qualifiant de « monument ». Une rétrospective en 1999 sur le travail de George Stoney décrit "All My Babies" comme ayant élevé Mary Coley au rang de figure emblématique dans la tradition du documentaire. Ce film n'a pas seulement servi d'outil pédagogique essentiel mais a également contribué à la reconnaissance et à la valorisation du rôle des sages-femmes, en particulier dans les communautés afro-américaines, dans l'histoire de la santé maternelle et infantile.
En 2007, George Stoney produit un second film sur Mary Francis Hill Coley, qui documente une réunion exceptionnelle de 150 personnes que Coley a aidées à accoucher en tant que sage-femme. Ce rassemblement unique non seulement rend hommage à l'impact durable de Coley sur sa communauté mais aussi met en lumière les nombreux liens humains et histoires personnelles façonnés par son travail dévoué et compétent en tant que sage-femme. 

## Polémique autour deAll My Babies
Bien que All My Babies ait été largement utilisé comme un outil pédagogique précieux par de nombreux professionnels de la santé, il a également été critiqué et utilisé comme un exemple des inégalités dans les soins de santé. Des controverses émergent autour du film, en particulier concernant le traitement de Martha Sapp, l'une des femmes dont l'accouchement est représenté à l'écran, ainsi que sur la nature explicite de la représentation de la naissance. De nombreux critiques soulignent la nécessité d'établir des limites dans l'éducation médicale, arguant que certaines scènes peuvent être interprétées comme sexuellement suggestives. Ces débats reflètent les tensions entre la représentation réaliste des pratiques médicales et les normes culturelles et éthiques, soulignant l'importance de la sensibilité et du respect dans les matériaux éducatifs.
La promotion de la profession de sage-femme à travers "All My Babies" est perçue comme problématique par certains responsables des soins de santé qui craignent que le film ne favorise l'accouchement à domicile en tant que méthode idéale, défiant ainsi les pratiques médicales établies et les structures hospitalières. Le Dr Martha Eliot, à la tête du Bureau de l'enfance, prend la défense du film dès sa première projection. Cependant, elle et d'autres expriment des préoccupations selon lesquelles le film pourrait provoquer des réactions négatives aux États-Unis, notamment en raison de la représentation d'une femme afro-américaine recevant des soins de santé considérés comme inférieurs.
Pour atténuer ces préoccupations et préserver les intentions des parties prenantes sans pour autant promouvoir ou stigmatiser la profession de sage-femme parmi les communautés afro-américaines, la narration du film est confiée à une voix masculine, probablement celle d'un médecin. Cette décision vise à équilibrer la présentation de Mary Francis Hill Coley, en valorisant son travail sans remettre en cause ouvertement les structures de soins de santé dominantes ni renforcer les stéréotypes raciaux.

## Héritage
Mary Francis Coley, ayant aidé à la naissance de plus de 3 000 bébés au long de sa carrière de sage-femme, est reconnue bien après sa mort pour sa contribution significative à la santé maternelle et infantile. En 2005, elle est mise à l'honneur dans l'exposition "Reclaiming Midwives: Pillars of Community Support" au Smithsonian's Anacostia Community Museum. Cette exposition vise à reconnaître le rôle crucial des sages-femmes dans le soutien des communautés, notamment dans les communautés afro-américaines.
Coley est également mise en vedette dans une exposition itinérante de photographies et de films intitulée "Reclaiming Midwives: Stills from All My Babies", qui s'est tenue du 13 novembre 2006 au 2 avril 2007. Cette exposition offre un aperçu détaillé de son travail et de son impact à travers le film documentaire "All My Babies".
En 2005, son héritage est présenté dans des expositions à la Columbia University School of Nursing et à la Mailman School of Public Health, mettant en lumière son influence dans le domaine de la santé publique et de la formation médicale.
En reconnaissance de son travail et de son impact durable, Mary Francis Coley est intronisée sur la liste des Georgia Women of Achievement en 2011, célébrant ainsi sa vie et sa carrière exceptionnelles comme l'une des figures marquantes de la santé et du bien-être des femmes et des enfants en Géorgie et au-delà.